# Cotto (mitologia)
Cotto nella mitologia greca era uno dei tre giganti Centimani o Ecatonchiri, figli di Urano e Gea. 
Partecipò, insieme a Briareo e Gige, gli altri due Ecatonchiri, alla Titanomachia, dopo che Zeus liberò lui e i suoi fratelli dalla prigionia nel Tartaro. 
Fu messo in seguito insieme agli altri due giganti a guardia dei Titani, rinchiusi in un'enorme fortezza nel Tartaro con delle grandi porte di metallo create da Poseidone.